# Hilarographa zapyra
Hilarographa zapyra es una especie de polilla de la familia Tortricidae.
Fue descrita científicamente por Meyrick en 1886.